# Закавказский Партизан
Закавка́зский Партиза́н — хутор в Кировском районе (городском округе) Ставропольского края России.

## География
Хутор расположен в 181 км к юго-востоку от краевого центра и в 24 км к северо-востоку от районного центра. В его границах проходит автомобильная дорога на город Георгиевск, также соединяющая хутор с ближайшими населёнными пунктами: Коммаяк, Новосредненское и Совпахарь. Напротив юго-восточной окраины хутора находится русловой пруд на реке Горькая Балка.

## История
Название хутора связано с существовавшим здесь колхозом «Закавказский Партизан», который был организован в 1928 году группой демобилизованных красноармейцев — участников гражданской войны в Закавказье.
С августа 1942 года Закавказский Партизан находился в оккупации. Освобождён 8 января 1943 года. После Великой Отечественной войны колхоз «Закавказский Партизан» влился в укрупнённый колхоз «Коммунистический маяк» (посёлок Коммаяк).
До 1963 года хутор входил в Аполлонский район, после упразднения которого был передан сначала в Георгиевский район:10, а в 1970 году — во вновь образованный Кировский район:15. В административном отношении подчинялся Новосредненскому сельсовету:15. С 1997 года — в составе муниципального образования Новосредненский сельсовет Кировского района Ставропольского края.
В 2017 году сельское поселение Новосредненский сельсовет было упразднено в связи с преобразованием Кировского муниципального района в городской округ. Законом Ставропольского края от 5 декабря 2016 г. № 116-кз хутор Закавказский Партизан включён в состав территории Кировского городского округа с сохранением его статуса сельского населённого пункта.

## Население
| 1989 | 2002 | 2010 | 2012 | 2014 |
| ---- | ---- | ---- | ---- | ---- |
| 407  | ↘397 | ↗402 | ↘341 | ↗600 |

На топографической карте Генштаба издания 1985 года для хутора указано население в 360 человек. В соответствии с данными переписей, в 1989 году число жителей хутора составляло 407 человек (175 мужчин, 232 женщины), в 2002-м — 397 (176 мужчин, 221 женщина), в 2010-м — 402 (192 мужчины, 210 женщин).
Национальный состав
По данным переписи 2002 года, 87 % населения — русские.
Возрастной состав
По состоянию на 01.01.2012 г., в структуре населения возрастная группа дошкольного возраста составляла 58 человек (17 %), школьного — 30 (8,8 %), трудоспособного — 162 (47,5 %), пенсионного — 91 (26,7 %).

## Застройка и инфраструктура
Жилая зона хутора Закавказский Партизан сформирована двумя параллельно расположенными улицами (ул. Новой и ул. Победы), соединёнными переулками. Жилая застройка представлена в основном индивидуальными жилыми домами с приусадебными участками. Количество подворий — 171. Зона общественного центра сформирована двумя обособленными территориями (вдоль ул. Новой и пер. Клубного), в состав которых входят клуб, магазин и баня. Существующая рекреационная зона включает зелёные насаждения, представленные массивом вдоль северной окраины хутора и сквером в общественном центре.
Медицинскую помощь оказывает ФАП. Открыт в 2023 году.
На прилегающей территории, за чертой населённого пункта, расположены зерносклад, птицетоварная ферма, машинно-тракторная мастерская, нефтехранилище, молочно-товарная ферма, а также общественное открытое кладбище площадью 4675 м².
Хутор газифицирован «Ставропольрегионгазом», электроснабжение осуществляется от энергосистемы Ставропольского края.